# Joan Aulí
Joan Baptista Aulí i Caldentey (Felanitx, 19 de desembre de 1796 - Felanitx, 10 de gener de 1869) fou un compositor i organista mallorquí.

## Biografia
Músic talentós des de jove, Aulí entrà a l'Orde Dominicà l'any 1814 com a organista a Palma, després d'anys d'estudis teològics i musicals. També exercí el càrrec d'organista a la parròquia de Sant Miquel.
Després de l'exclaustració, el 1823 va haver de marxar de l'illa i residí temporalment a diversos indrets d'Espanya (València, Alacant, La Manxa i Cartagena), fins que el novembre d'aquell mateix any retornà a Mallorca. L'any 1825 establí la seva residència a Madrid, al convent de Nuestra Señora de Atocha. Gràcies al seu treball com a organista a aquest convent va poder relacionar-se amb l'aristocràcia i amb la família reial de Ferran VII.
El 1828 retornà a per establir-se al convent dels Dominics on va gaudir d'una vida musical molt activa, establint relacions amb els músics Miquel Tortell (1802-1868), Joaquim Sancho (1789-1886) i Pere Miquel Marquès, fins que,l'any 1835 patí una nova exclaustració. Va guanyar la plaça d'organista a Gibraltar on visqué fins a l'any 1836, quan va establir-se definitivament al seu poble natal. Dedicà la resta de la seva vida a compondre, tocar l'orgue ocasionalment i a produir les seves pròpies òperes i estrenar-les als teatres locals. El 10 de gener de 1869 mor víctima d'una hemoptisi crònica.   

## Obra[2]
L'única obra editada de Joan Baptista Aulí és Missa de coro, amb l'edició a càrrec d'Antoni Noguera, que era el seu nebot, publicada a Palma el 1887. Les seves obres són majoritàriament inèdites i poc conegudes. Es conserva una Missa de cant pla manuscrita al fons musical de la Catedral-Basílica del Sant Esperit de Terrassa.
Música sacre:
- Te Deum
- Stabat Mater (incomplet)
- Himnes a la Immaculada Concepció, Sant Pere, Sant Joan Baptista i a la Beata Catalina Thomàs
- Cor a la Verge
- Cançons pel mes de Maria
- Reserves, Salmòdies, Rosaris, Parenostres, Avemaries, Goigs, Nadales

Obres per a piano:
- Valsos i Rigodons
- Exercicis per a piano
- Pasdoble
- Variacions en Si bemoll

Música escènica:
No es coneix res sobre els llibrets d'aquestes obres, però sí que es destaca el gust d'Aulí per l'òpera.
- Norma
- La doncella de Misolongi (semi-òpera bufa)
- Grecia (drama líric incomplet)
- El sepulturero (drama líric en un sol acte)